# Bryantella speciosa
Bryantella speciosa là một loài nhện trong họ Salticidae.
Loài này thuộc chi Bryantella. Bryantella speciosa được Arthur Merton Chickering miêu tả năm 1946.